# Букке, Евгений Иванович
Евгений Иванович Букке (он же Эйжен Янович Букке; 26 октября [7 ноября] 1877, Рига, Рижская губерния, Российская империя — 16 февраля 1920, Курск, Курская губерния, РСФСР) — русский композитор, музыкант, дирижёр, хормейстер и педагог. Основатель Курского симфонического оркестра.

## Биография
Родился 26 октября (7 ноября) 1877 года в Риге. С 1892 по 1899 год обучался в Московской консерватории; в 1892—1899 годах по классу скрипки у Василия Захаровича Салина и по классу фагота у Вильгельма Кристеля, в 1896—1897 годах по классу композиции и контрапункта у Сергея Ивановича Танеева.
По окончании обучения работал дирижёром симфонического оркестра на постановках опер и концертах. Занимался преподавательской и композиторской деятельностью. 2 марта 1903 года дебютировал увертюрой к драме «Северные богатыри» Генрика Ибсена. Премьера, на которой он сам дирижировал оркестром, состоялась в Московской консерватории. Следом им были написаны две оперы: «Царь Федор Иоаннович» по одноимённой пьесе Алексея Константиновича Толстого и «Судьба» по драме «Мельник и его дитя» Эрнста Раупаха. В это же время Букке был написан ряд симфонических и камерных сочинений.
В 1900-х годах работал дирижёром и хормейстером в Оперном театре Зимина в Москве. В 1915 году участвовал в постановке комической оперы Михаила Матвеевича Соколовского «Мельник — колдун, обманщик и сват». В 1917 году написал музыку к кинофильму «Отец Сергий» режиссёра Якова Александровича Протазанова.
В 1918 году, вместе с семьёй (был женат на певице К. А. Андреевой-Букке) переехал в Курск. Основал и дирижировал Курским симфоническим оркестром. Руководил несколькими музыкальными кружками для пролетариата. Представлял в Губнарпрос план по созданию народной консерватории и народной музыкальной академии. Основал в Курске хор. Давал сольные фортепианные концерты. При переходе Курска под контроль армии белогвардейцев, эвакуировался с семьёй из города. После возвращения Курска под контроль красноармейцев возобновил работу хора и симфонического оркестра. Скоропостижно скончался от тифа 16 февраля 1920 года и был погребён на одном из холерных кладбищ города.

## Сочинения
- опера «Судьба» (1904; по драме «Мельник и его дитя» Эрнста Раупаха, премьера в театре Солодовникова в Москве)[2];
- опера в 2-х актах «Царь Фёдор Иоаннович» (1907)[2];
- симфония для оркестра (1906; переложенная для фортепиано)[2];
- симфоническая поэма «Аполлон и Дафна»[2];
- увертюра к драме «Северные богатыри» Генрика Ибсена (1903)[2];
- 2 канона[2];
- романс для скрипки с оркестром[2];
- три пьесы для фортепиано[2];
- романсы на стихи Перси Шелли[2];
- «Шотландская песня» (для баритона с оркестром / фортепиано)[2];
- «Что удалый молодец» (дуэт для тенора и баритона с оркестром / фортепиано)[2].